# Maria Lindberg (skådespelare)
Jane Maria Lindberg, född 10 augusti 1955 i Oscars församling i Stockholm, är en svensk skådespelare.
Hon har medverkat bland annat i TV-serierna Kullamannen, Kråkguldet och Stora skälvan och i filmerna Håll alla dörrar öppna, Hallo Baby och Sömnen, men även i produktioner utomlands. Hon har även varit fotomodell i New York och Paris.

## Filmografi
- 1967 – Kullamannen (TV-serie)
- 1969 – Kråkguldet (TV-serie)
- 1972 – Stora skälvan (TV-serie)
- 1973 – Håll alla dörrar öppna
- 1976 – Hallo Baby
- 1976 – Schaurige Geschichten (TV-serie)
- 1982 – One Down, Two to Go
- 1984 – Sömnen